# Hanh járás
Hanh járás (mongol nyelven: Ханх сум) Mongólia Hövszgöl tartományának egyik járása. Területe 5500 km². Népessége kb. 2140 fő.
Székhelye Turt (Турт), mely 280 km-re fekszik Mörön tartományi székhelytől.